# Aéroport Fort Nelson-Northern Rockies
L'aéroport régional Fort Nelson-Northern Rockies est un aéroport situé en Colombie-Britannique, au Canada.

## Compagnies aériennes et destinations
| Compagnies           | Destinations  |
| -------------------- | ------------- |
| Central Mountain Air | Prince George |

Édité le 02/05/2025